# Фрии
Фрии (Трии, др.-греч. Θριαί) — персонажи древнегреческой мифологии, горные нимфы, три крылатые девы-сестры, живущие на Парнасе. Впервые упомянуты в Гомеровском гимне о Гермесе, где ещё отмечено, что их волосы посыпаны белой мукой. Встречаются у Каллимаха из Кирены. По Филохору были кормилицами Аполлона. Наставницы прорицателей, им приписывали изобретение способа гадания, связанного с метанием жребия в урну, но такие гадания не пользовались в Греции уважением. Камешки, служившие жребиями, тоже называли «фриями». Согласно ряду авторов, эти нимфы были персонификациями жребия.
В том же гомеровском гимне далее описаны нимфы, похожие на пчёл, которых часто отождествляют с Фриями.